# Legolas
Legolas Thranduilion (o Legolas Verdefoglia) (pr. /ˈlɛɡɔlas/) è un personaggio di Arda, l'universo immaginario fantasy creato dallo scrittore inglese J. R. R. Tolkien. Compare con un ruolo da co-protagonista nel romanzo Il Signore degli Anelli.
All'interno del corpus dello scrittore, Legolas è uno degli elfi del Bosco Atro, figlio di re Thranduil (che compare nel romanzo Lo Hobbit) e uno dei nove membri della Compagnia dell'Anello. Durante le avventure de Il Signore degli Anelli, Legolas stringerà amicizia con il nano Gimli, nonostante i dissapori tra le due razze.

## Creazione

### Il Legolas deLa caduta di Gondolin
Il nome Legolas Verdefoglia appare per la prima volta nel racconto La caduta di Gondolin contenuto nei Racconti perduti, che risale circa al 1917. Il personaggio è menzionato solamente qualche volta, senza essere in alcun modo correlato coi personaggi di cui si parla; dalla stesura dei Racconti alla pubblicazione de Il Signore degli Anelli, la mitologia tolkieniana è molto cambiata, perciò con ogni probabilità quello di cui si parla qui è un Elfo diverso, ed il suo nome non è stato nemmeno incluso nella pubblicazione de Il Silmarillion.
Anche Christopher Tolkien, nelle sue note ai Racconti perduti, dice esplicitamente che questo personaggio è differente dal Legolas della Compagnia dell'Anello: "...Legolas Verdefoglia, il primo fra i nomi della Compagnia dell'Anello ad apparire negli scritti di mio padre (su questo primo Legolas v. p. 264), seguito da Gimli (un Nano) nel Racconto di Tinúviel"; e ancora Nell'indice dei nomi, alla voce "Legolas" Christopher divide le citazioni che riguardano "Legolas di Gondolin" da quella (unica) che rimanda all'"Elfo di Bosco Atro che fa parte della Compagnia dell'Anello".

### Il Legolas deIl Signore degli Anelli
Nelle bozze iniziali del capitolo Il Consiglio di Elrond compariva uno "strano elfo, messaggero del re degli elfi della foresta". Il personaggio era menzionato con il nome di Galdor, ma non diceva nessuna parola. Inizialmente escluso dalla Compagnia dell'Anello, Tolkien decise di integrarlo nel gruppo in un secondo momento. Nella terza versione de Il Consiglio di Elrond, Tolkien scrisse la storia del personaggio e il motivo per cui si era recato al consiglio (la fuga di Gollum); in questa stessa versione, inoltre, il personaggio acquisì il suo nome definitivo.
Nelle intenzioni originali dell'autore, Legolas doveva essere ferito da una freccia durante le battaglie nelle miniere di Moria. Dopo le vicende ambientate a Moria, inoltre, lui e Gimli sarebbero stati catturati da Saruman, mentre in un'altra versione si sarebbero incontrati con Gandalf e Barbalbero, con i quali avrebbero contribuito alla vittoria sugli orchi a Minas Tirith.

## Biografia del personaggio

### Il Signore degli Anelli
Legolas è figlio di re Thranduil, Signore di Bosco Atro Settentrionale, discendente della linea regale degli Elfi Sindar. Nel romanzo non si fa menzione all'età di Legolas, gli addetti al film hanno calcolato (prendendo casualmente una data dalla linea cronologica creata da Tolkien) che Legolas ha 2931 anni ed è perciò nato nell'87 della Terza Era (questa data è largamente accettata), è un ottimo arciere e possiede vista e udito molto sviluppati.
Legolas è introdotto nelle vicende de Il Signore degli Anelli durante il Consiglio di Elrond. Il Consiglio deve decidere cosa fare del ritrovato Anello di Sauron e Legolas è inviato a Gran Burrone dal padre per raccontare le vicende che hanno portato alla fuga di Gollum da Bosco Atro, dove quest'ultimo era tenuto in cattività.
Quando il Consiglio di Elrond decide di affidare ad un gruppo di viandanti la missione di distruggere l'Anello di Sauron, Legolas è scelto da Elrond per rappresentare il popolo elfico all'interno della Compagnia dell'Anello.
Della compagnia fa parte anche il Nano Gimli, figlio di Glóin. Legolas e Gimli cominciano presto a battibeccare tra loro a causa dell'antica rivalità che corre tra elfi e nani, ma anche perché il padre di Gimli, durante le vicende narrate ne Lo Hobbit, è stato prigioniero di Re Thranduil. Nonostante i loro diverbi i due diventano ottimi amici, in particolar modo dopo il soggiorno della Compagnia a Lothlórien, dove Gimli si inchina alla bellezza di Galadriel e la saluta con parole piene di rispetto e gentilezza.
Legolas e Gimli avranno modo di rinsaldare la loro amicizia dopo che la Compagnia dell'Anello si scioglie presso le Cascate di Rauros: insieme ad Aragorn si mettono sulle tracce degli hobbit Merry e Pipino, rapiti dagli Uruk-hai di Saruman; condivideranno poi la battaglia del Fosso di Helm, in seguito quella sui Campi del Pelennor e infine l'ultima presso il Cancello Nero, chiamato anche Morannon.
A seguito della distruzione dell'Unico Anello, Gimli e Legolas viaggiano insieme per un certo periodo, visitando la foresta di Fangorn. In seguito Legolas ottiene dal padre il permesso di abitare l'Ithilien per riportare lo splendore in questa regione che tanto aveva sofferto per la vicinanza con la terra di Mordor, anche se manifesta la volontà di partire prima o poi per Tol Eressëa nelle terre immortali.
Dopo la morte di Aragorn, Legolas abbandona difatti la Terra di Mezzo discendendo il fiume Anduin con una barca da lui costruita, e Gimli, desideroso di restare a fianco dell'amico e di rivedere ancora una volta dama Galadriel, parte con lui. Gimli è il primo nano a cui è permesso di salpare per Valinor, probabilmente grazie a Galadriel, potente tra gli Eldar, che non si era dimenticata di lui e aveva convinto i Valar a ricevere il nano.
La sua partenza per l'Aman avviene l'anno Q.E. 120.

## Descrizione

### Aspetto fisico

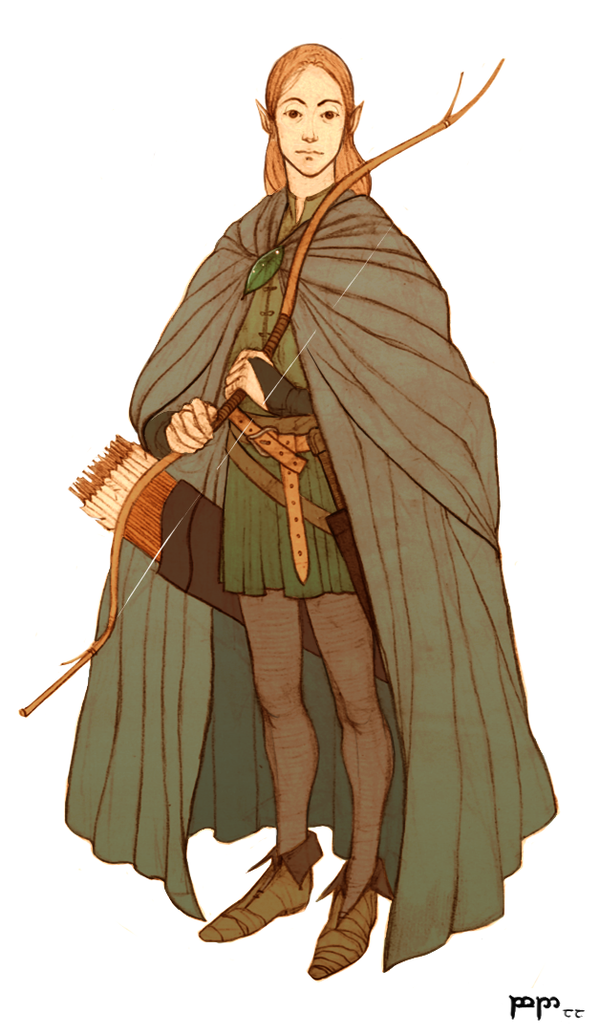
Illustrazione del personaggio.

La prima descrizione che Tolkien dà di Legolas si ritrova in La Compagnia dell'Anello, dove appare come "uno strano Elfo vestito di verde e marrone". Ai piedi porta scarpe leggere che utilizza comodamente in ogni situazione ed avversità: durante la traversata del Passo di Caradhras infatti, si muove rapidamente sul manto nevoso senza patir alcun freddo e senza lasciar alcuna orma, a sottolineare l'etereità degli elfi..

Per quanto riguarda le armi, alla partenza da Gran Burrone, porta con sé un arco corto con faretra e alla cintura un lungo pugnale bianco. Successivamente, prima della partenza da Lórien, l'Elfo riceve dalla Dama della Luce e da Celeborn l'arco dei Galadhrim più robusto del suo attuale proveniente da Bosco Atro, la cui corda era fatta di capelli elfici.

Ad Edoras invece, in vista della Battaglia al Fosso di Helm, Théoden dona a Legolas in segno di amicizia, una cotta di maglia, un elmo e uno scudo rotondo dalle borchie placcate in oro e incastonate di gemme verdi, rosse e bianche, appartenenti al tesoro reale custodito a Meduseld.
Tra i fan di Tolkien il colore dei capelli di Legolas è spesso elemento di contesa. Ne Lo Hobbit suo padre Thranduil è descritto con una chioma "dorata", e questo potrebbe far pensare che anche il figlio abbia mantenuto lo stesso colore di capelli. Ma alcuni sostengono che fosse scuro di capelli (com'era la norma tra i Sindar, con le eccezioni di Thranduil e di Celeborn, i cui capelli sono descritti come color argento; i capelli biondi spesso erano una caratteristica dei Vanyar e di alcuni Noldor imparentati con essi) basandosi su un passaggio de La Compagnia dell'Anello, in cui Legolas abbatte una delle creature volanti che cavalcano i Nazgûl:
Questo, in effetti, potrebbe significare che il colore dei capelli di Legolas fosse nero o castano, ma pure che, essendo notte, le tenebre abbiano fatto apparire la sua chioma scura, sebbene alla luce del giorno fosse stata più chiara, o forse perché l'elfo, in quel momento, portava un copricapo scuro. Tuttavia Tolkien, curiosamente, descrive molto spesso quella notte come luminosa ("...le stelle lassù erano stranamente luminose", "al lume di stelle la Compagnia offriva evidentemente all'astuto nemico un qualche punto di riferimento"). In ogni caso, non ci sono chiare prove a favore di nessuna delle due possibili versioni.
In entrambi gli adattamenti cinematografici, di Ralph Bakshi e di Peter Jackson, Legolas appare biondo. Nel musical de Il Signore degli Anelli, invece, la sua pettinatura è scura. Nel gioco di strategia Il Signore degli Anelli: La guerra dell'Anello i suoi capelli sono invece bianco-argentei.

### Personalità e rapporto con Gimli
Del carattere di Legolas viene rimarcato un grande rispetto e apprezzamento nei confronti della natura. Dimostra di essere un personaggio gentile e saggio che si preoccupa molto per i suoi compagni. È molto affezionato ad Aragorn, soprattutto perché il Ramingo è stato cresciuto dagli Elfi di Gran Burrone. È molto orgoglioso di essere un Elfo e ciò lo si nota particolarmente poco prima di entrare nel reame di Lothlórien. In questo episodio tutta la Compagnia dell'Anello riceve il permesso di entrare liberamente nei boschi, con l'eccezione del nano Gimli, costretto a bendarsi gli occhi. Aragorn, dunque, decide che tutti i membri della compagnia, compreso Legolas, vengano bendati per rispetto dell'amico nano. Legolas, dal canto suo, non approva la decisione presa da Aragorn e si incollerisce che anche lui, nonostante sia un elfo, sia soggetto a questo trattamento.
Il carattere di Legolas, nel corso delle pagine de Il Signore degli Anelli, è caratterizzato principalmente dalla sua amicizia con il nano Gimli. Nel mondo di Tolkien gli Elfi e i Nani non hanno ottimi rapporti ed è per questo che tra i due personaggi, all'inizio della storia, ci sono molti dissapori. Ciò è giustificato dal fatto che Thranduil, padre di Legolas, aveva incarcerato ne Lo Hobbit il nano Glóin, ovvero il padre di Gimli. I due sono soliti avere vari battibecchi e si punzecchiano a vicenda, atteggiamento che non li abbandonerà neanche quando saranno divenuti buoni amici.
Durante la sosta della Compagnia dell'Anello a Lothlórien, il rapporto tra Legolas e Gimli cambia radicalmente. Infatti si nota che nei giorni successivi al loro arrivo a Lothlórien:
Dopo il mese trascorso a Lothlórien, alla partenza si nota di sfuggita che:
Dopo la divisione della compagnia, Legolas e Gimli contano sempre di più l'uno sull'altro. L'elfo difende l'amico nano dalle minacce dei cavalieri di Rohan, mentre Gimli dimostra di fidarsi ciecamente di Legolas prima di entrare nella temuta foresta di Fangorn. L'amicizia tra Legolas e Gimli diventerà molto nota nella Terra di Mezzo, tanto da essere definita addirittura "la più profonda che fosse mai sorta fra un Elfo e un Nano".
Durante le battaglie al Fosso di Helm e a Minas Tirith sia Legolas che Gimli sono impegnati in una gara singolare a chi uccide più orchi. Nel romanzo, quando Gimli vince, Legolas non prova molto rancore, ma anzi è contento che il suo amico sia ancora in piedi. Nella versione cinematografica di Peter Jackson, invece, la sfida tra i due è molto più accesa e l'elfo non vuole ammettere la sconfitta.
Nella trilogia de Lo Hobbit diretta sempre da Peter Jackson, il personaggio di Legolas mostra degli aspetti caratteriali inediti. Disprezza profondamente i nani più di quanto venga detto ne Il Signore degli Anelli e mostra anche atteggiamenti molto più umani per un normale elfo, come ad esempio la sua gelosia scaturita per le attenzioni del nano Kili nei confronti dell'elfa Tauriel, a cui Legolas è molto affezionato. Ma non solo in realtà Legolas è si è innamorato di lei

### Età
Sebbene Tolkien non dica mai niente esplicitamente riguardo alla data di nascita di Legolas, o alla sua età, alcuni passi de Le due Torri ci possono dare qualche indicazione utile, a proposito. Nel capitolo Il Cavaliere Bianco afferma chiaramente di essere molto più giovane della foresta di Fangorn, ma molto più anziano di Aragorn e Gimli, che chiama scherzosamente con il termine "bambini":
Nel capitolo Il re del palazzo d'oro, Legolas fa intuire di avere più di cinquecento anni:
Orlando Bloom, che interpreta Legolas nella trilogia cinematografica di Peter Jackson, ha dichiarato: «Per quanto riguarda Legolas, ha visto il mondo. Ha un'incredibile esperienza. Del resto, ha 2931 anni!» Secondo l'età cinematografica, dunque, Legolas è perciò nato nell'87 della Terza Era.

### Nome
Il nome Legolas è una corruzione dialettale del linguaggio degli elfi silvani Laeca-lass, che significa "verde-foglia" (per cui Verdefoglia, Greenleaf in inglese, non è un cognome, come talvolta erroneamente creduto, ma la traduzione letterale del nome Legolas). Questo, a sua volta, deriva dalle parole Sindarin laeg, cioè "verde" e golas, ossia "fogliame" (il termine originario sarebbe las(s), "foglia", prefissato dal collettivo go-).
Nei Racconti perduti, dove si nomina un personaggio diverso col medesimo nome, si dice che la forma equivalente in Quenya era Laiqualassë. Ma poiché la lingua Quenya ha subito molti rimaneggiamenti da parte di Tolkien, successivi alla stesura di questo testo, è possibile che all'epoca della pubblicazione del Signore degli Anelli il nome sarebbe potuto risultare differente; in ogni caso, Tolkien non ha mai dato una versione del nome in "Quenya sviluppato".
Le sole persone per le quali Tolkien utilizza i cognomi, sono gli hobbit e gli uomini di Brea; per quanto riguarda gli Elfi ma anche i Dunedain, i Rohirrim e i Nani, egli infatti usa il patronimico: il nome per intero di Legolas, infatti, sarebbe Legolas figlio di Thranduil (in inglese Legolas son of Thranduil, o Legolas Thranduil's son).
In Sindarin il nome sarebbe Legolas Thranduilion, dove il suffisso -ion significa "figlio di". Quest'ultima forma è utilizzata anche nella DVD Extended Edition del film di Peter Jackson La Compagnia dell'Anello, quando Haldir saluta Legolas dopo che la Compagnia ha tentato di entrare a Lórien per trovare rifugio.

## Adattamenti

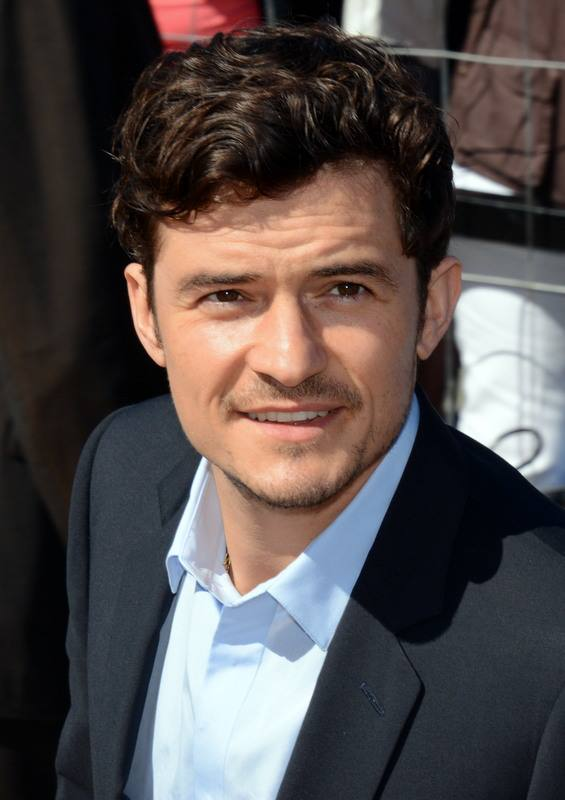
Orlando Bloom, interprete di Legolas nei film di Peter Jackson

Legolas è apparso in molti adattamenti cinematografici e radiofonici de Il Signore degli Anelli. Il primo adattamento è quello prodotto dalla BBC Radio nel 1956, in cui Legolas era doppiato da Frank Duncan, che però non riscosse il successo sperato; persino Tolkien rimase deluso dell'opera.
Il personaggio è stato omesso, insieme a Gimli, dal film animato prodotto da Rankin/Bass Il ritorno del re. Nella versione a cartoni del 1978 invece Legolas è doppiato da Anthony Daniels. Nel film è lo stesso Legolas a soccorrere Frodo dopo quest'ultimo è stato pugnalato con un Pugnale Morgul dal Re degli Stregoni; in questo modo, Legolas sostituisce Glorfindel, che è invece assente nella pellicola. David Collings, invece, ha doppiato Legolas nell'adattamento radio The Lord of the Rings (1981), sempre della BBC.
Nella trilogia de Il Signore degli Anelli di Peter Jackson del romanzo il ruolo di Legolas è interpretato dal giovane Orlando Bloom con la voce italiana di Massimiliano Manfredi.
Nella trilogia de Lo Hobbit sempre diretta da Peter Jackson, Bloom ha ripreso il ruolo di Legolas, doppiato ancora una volta in lingua italiana da Manfredi. Legolas non appare nel romanzo originale né viene menzionato, perché Tolkien non lo aveva ancora inventato al tempo in cui scrisse il libro per la prima volta, tuttavia la lunga avventura di Bilbo passa proprio per il suo regno nativo e all'epoca di tali fatti Legolas era già nato e adulto. Peter Jackson, dunque, ha ritenuto che la presenza di Legolas nel film sia coerente, a posteriori, con la mitologia Tolkieniana. Questa nuova trilogia mostra una versione inedita del personaggio di Legolas ed esplora il passato del personaggio e il rapporto con suo padre Thranduil. Nel secondo film, Lo Hobbit - La desolazione di Smaug, nel quale debutta, Legolas è al comando degli elfi che inizialmente rinchiudono la compagnia di Thorin Scudodiquercia ma in seguito li aiutano a scampare agli Orchi sul fiume. Spinto dall'amica Tauriel (un personaggio originale del film) e contro il volere di suo padre, Legolas decide di investigare sull'attacco degli Orchi e affronta il loro capo, il grande Orco Bolg, a Ponte Lago-Lungo in uno scontro senza vincitori. Partecipa anche alla Battaglia dei cinque eserciti, nucleo centrale della storia de Lo Hobbit - La battaglia delle cinque armate, dove affronta nuovamente e stavolta uccide Bolg. Al termine della battaglia, Legolas decide di non tornare a Bosco Atro e suo padre Thranduil gli consiglia di cercare ed unirsi al Dunedain "Grampasso", cioè Aragorn, suo futuro amico e compagno di viaggio ne Il Signore degli Anelli. È interessante notare che ne La battaglia delle cinque armate Legolas menzioni sua madre, morta durante la battaglia nel Regno di Angmar: la madre del personaggio non è mai apparsa e neanche menzionata in alcuna opera scritta da Tolkien.

## Critiche e cultura di massa
Orlando Bloom ha ricevuto molti consensi positivi per la sua interpretazione di Legolas nelle due trilogie di Peter Jackson. In particolare, Bloom ha ricevuto un MTV Movie Award alla migliore performance rivelazione maschile, un Empire Awards per il miglior debutto, entrambi nel 2001.
Il personaggio di Legolas è stato parodiato e citato in alcuni film, sketch, canzoni e serie animate:
- Nel film The Avengers (2012), Tony Stark si rivolge all'arciere e agente dello S.H.I.E.L.D. Clint Barton chiamandolo ironicamente Legolas[33].
- Un busto di Legolas appare nella serie animata The Cleveland Show, precisamente nell'episodio 17 della seconda stagione, Una seconda vita.
- È citato da Sfera Ebbasta in Ciny.